# Montmelard
Montmelard ist eine französische Gemeinde mit 356 Einwohnern (Stand: 1. Januar 2022) im Département Saône-et-Loire in der Region Bourgogne-Franche-Comté. Die Gemeinde befindet sich im Arrondissement Mâcon und gehört zum Kanton La Chapelle-de-Guinchay (bis 2015: Kanton Matour).

## Geographie
Montmelard liegt etwa 32 Kilometer westnordwestlich von Mâcon. Umgeben wird Montmelard von den Nachbargemeinden Versovres im Norden, Dompierre-les-Ormes im Osten, Matour im Osten und Südosten, Gibles im Süden und Westen sowie Ozolles im Nordwesten.

## Bevölkerungsentwicklung
| Jahr                      | 1962 | 1968 | 1975 | 1982 | 1990 | 1999 | 2006 | 2013 |
| Einwohner                 | 598  | 550  | 428  | 345  | 320  | 333  | 318  | 339  |
| Quelle: Cassini und INSEE |      |      |      |      |      |      |      |      |